# Sélection de la ville hôte pour les Jeux olympiques d'hiver de 1992
Le processus de sélection pour les Jeux olympiques d'hiver de 1992 comprend sept villes. La ville-hôte d'Albertville est désignée le 16 octobre 1986, à Lausanne, en Suisse, dans le Palais de Beaulieu, à l'occasion de la 91e session du CIO. Elle est choisie lors du sixième tour, face aux villes candidates d'Anchorage (États-Unis), de Berchtesgaden (Allemagne), de Cortina d'Ampezzo (Italie), de Lillehammer (Norvège), de Falun (Suède), et de Sofia (Bulgarie). La sélection de la ville hôte pour les Jeux olympiques d'été de 1992 se déroula également le même jour. 
Sur les sept villes, six se trouvent sur le continent européen, la septième se trouvant en Amérique du Nord. La ville de Cortina d'Ampezzo (Italie) avait été sélectionnée pour organiser les Jeux olympiques d'hiver de 1944 (annulés en raison du contexte international), elle candidate à nouveau pour les Jeux d'hiver de 1952 avant d'être désignée pour accueillir ceux de 1956. Elle est à nouveau en lice pour l'organisation des Jeux de 1988 puis ceux de 1992. La ville de Lillehammer (Norvège) sera quant à elle l'organisatrice des futurs Jeux olympiques d'hiver de 1994.
| Ville             | Pays                 | 1er tour | 2e tour | 3e tour | 4e tour | 5e tour | 6e tour |
| ----------------- | -------------------- | -------- | ------- | ------- | ------- | ------- | ------- |
| Albertville       | France               | 19       | 26      | 29      | 42      | -       | 51      |
| Sofia             | Bulgarie             | 25       | 25      | 28      | 24      | -       | 25      |
| Falun             | Suède                | 10       | 11      | 11      | 11      | 41      | 9       |
| Lillehammer       | Norvège              | 10       | 11      | 9       | 11      | 40      | -       |
| Cortina d'Ampezzo | Italie               | 7        | 6       | 7       | -       | -       | -       |
| Anchorage         | États-Unis           | 7        | 5       | -       | -       | -       | -       |
| Berchtesgaden     | Allemagne de l'Ouest | 6        | -       | -       | -       | -       | -       |